# Erlaaer Friedhof

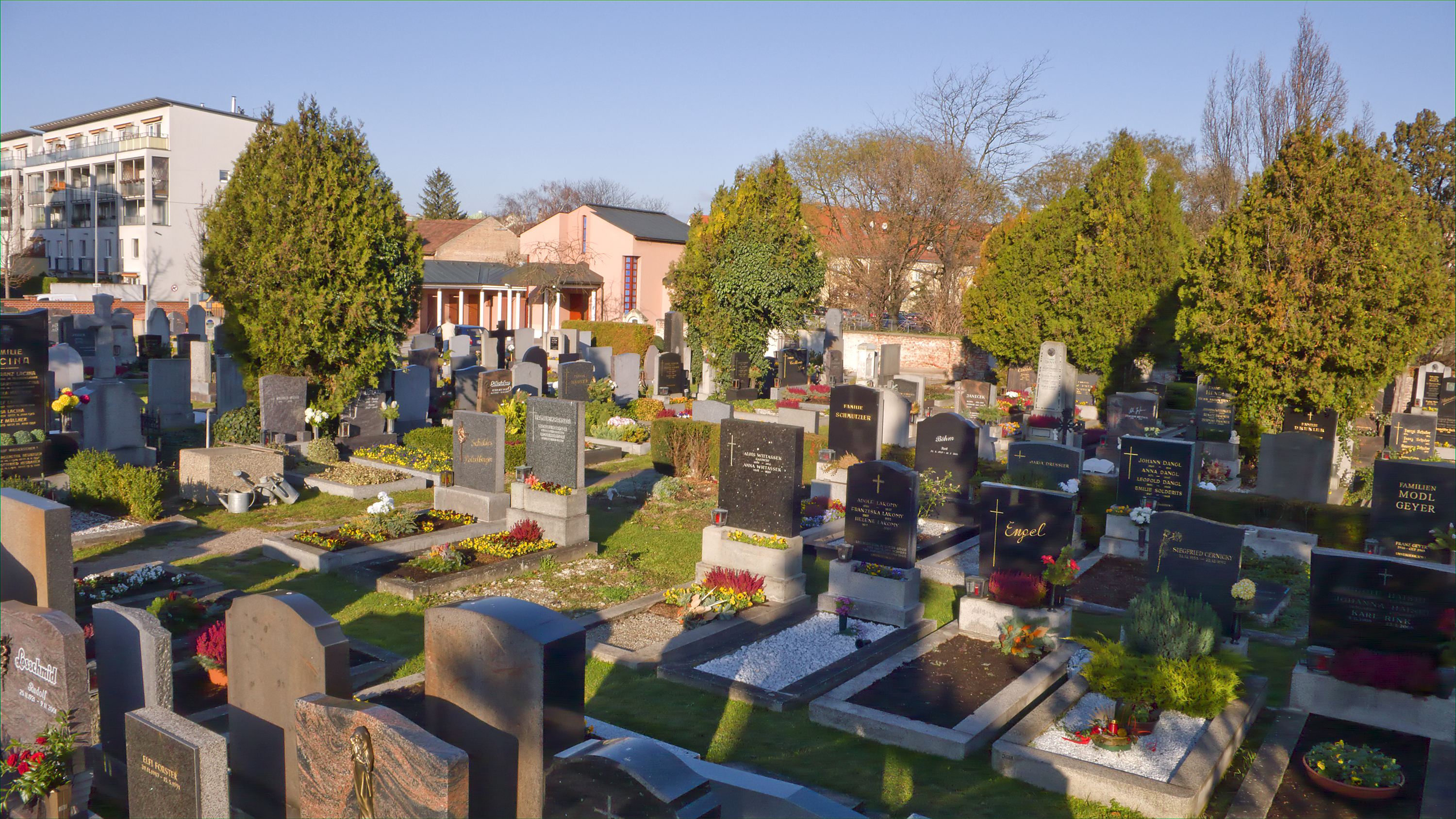
Erlaaer Friedhof

Der Erlaaer Friedhof ist ein Friedhof im 23. Wiener Gemeindebezirk Liesing.

## Lage und Größe
Der Friedhof liegt im Bezirksteil Erlaa westlich der U-Bahn-Station Erlaaer Straße. Er erstreckt sich über eine Fläche von 4651 m2 und weist 632 Grabstellen auf. Der Erlaaer Friedhof ist damit der kleinste Friedhof im Gebiet des Gemeindebezirks.

## Geschichte

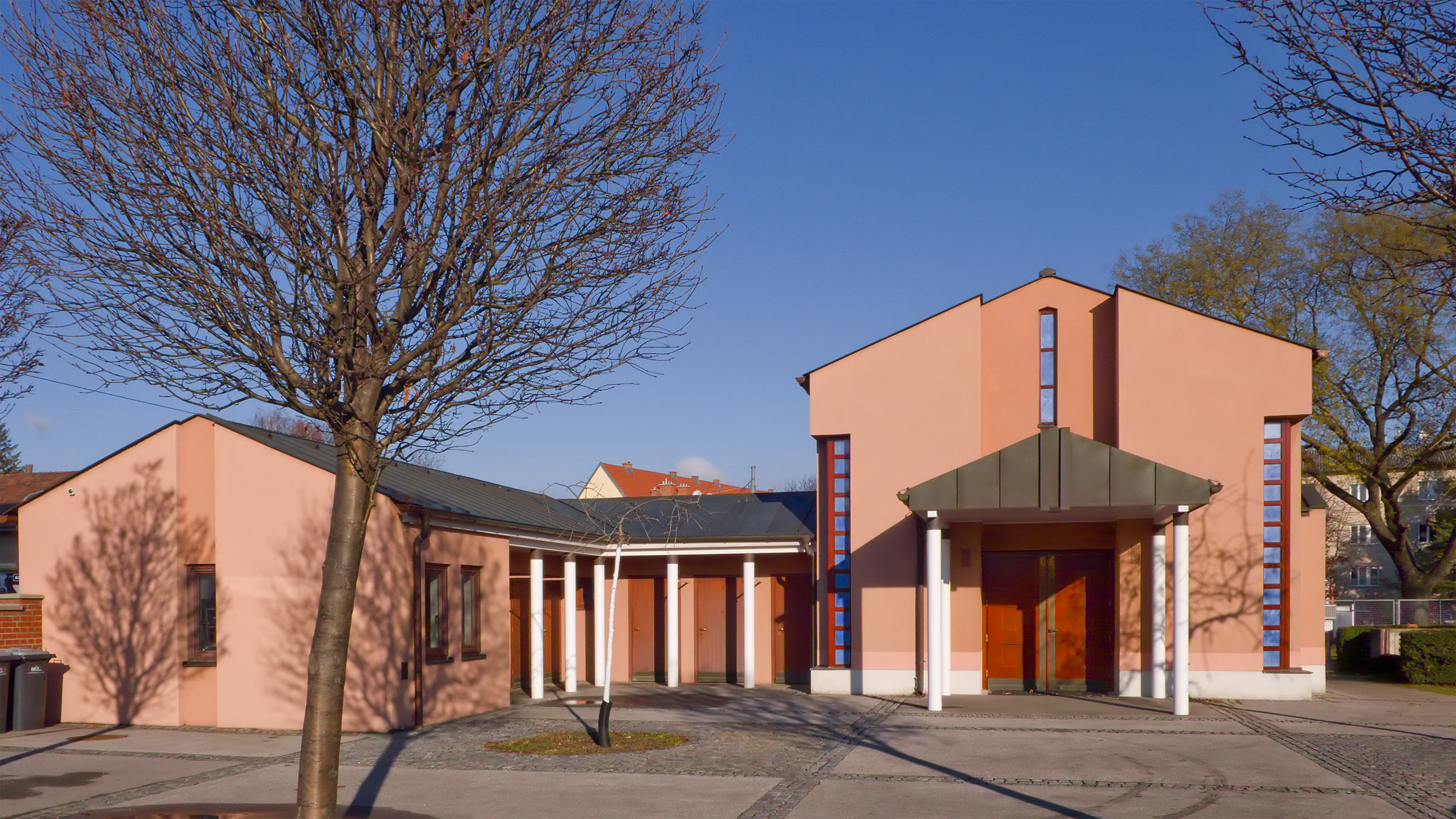
Aufbahrungshalle

Erlaa musste an die Nachbargemeinde Atzgersdorf Beiträge für die Mitbenutzung des Atzgersdorfer Friedhofs bezahlen. 1864 stellte Adolf von Bäuerle, der Besitzer des Schlosses Alterlaa, ein Grundstück für die Errichtung eines eigenen Erlaaer Friedhofs zur Verfügung, der zwischen 1865 und 1867 angelegt wurde. Die erste Beisetzung fand am 23. Juni 1869 statt. 1892 wurde das Areal des Friedhofs erweitert. Noch vor 1926 wurde ein kleiner Urnenhain im Gemeindebaustil angelegt.
Im Jahr 1965 beschloss der Wiener Gemeinderat einstimmig, den Erlaaer Friedhof ab 1985 aufzulassen, diese Frist wurde 1975 um zehn Jahre verlängert. Bei einer Volksbefragung im März 1980 sprach sich eine Mehrheit der Stimmbürger jedoch gegen eine Auflassung aus und der Beschluss des Gemeinderats wurde aufgehoben.
Zwischen 1993 und 1994 wurde vor dem Friedhof eine neue Aufbahrungshalle erbaut.

## Grabstätten bedeutender Persönlichkeiten
| Name        | Lebensdaten | Tätigkeit    |
| ----------- | ----------- | ------------ |
| Fritz Zecha | 1925–1996   | Schauspieler |